# Эккерт, Фердинанд Фердинандович
Фердина́нд Фердина́ндович Э́ккерт (нем. и чешск. Ferdinand Eckert; 1 марта 1865, Прага — 17 августа 1941, Москва) — чешско-российский валторнист, дирижёр, педагог и композитор. Заслуженный деятель искусств РСФСР (1931).

## Биография
Фердинанд Эккерт родился 1 марта 1865 года в Праге. В возрасте 11 лет поступил в Пражскую консерваторию и в 1882 году окончил её по классам валторны и литавр. Был солистом симфонического оркестра. Выступал в Праге, Мариенбаде, Цюрихе, Дрездене, Берлине.
В 1885 году остался в России после гастролей. В 1886—1887 годах был солистом оркестра оперы И. П. Прянишникова. В тот же период стал капельмейстером 1-го Донского казачьего полка, в 1887—1892 годах работал военным капельмейстером в Ашхабаде. В 1892—1895 годах — солист симфонического оркестра под управлением В. И. Главача, в 1895—1912 годах — солист симфонического оркестра Большого театра, в 1915—1918 годах — дирижёр частных театров драмы и оперетты, в 1918—1922 годах — военный капельмейстер в Москве, в 1922—1927 годах — руководитель самодеятельных оркестров, в 1922—1934 годах — дирижёр Московского театра оперетты.
В 1897—1903 годах преподавал игру на валторне в Московском филармоническом училище. С 1904 года — профессор Московской консерватории по классам валторны и военной инструментовки. В 1935—1941 годах — руководитель оркестрового класса на военно-дирижёрском факультете консерватории. Его учениками были музыканты С. И. Леонов, M. Н. Третьяков, А. И. Усов, А. А. Янкелевич, С. А. Янкелевич, А. Белкин,  Н.Ф.Костин. И. Силантьев, К. Шувалова.
По утверждению Музыкальной энциклопедии, «исполнение Эккерта отличалось большой полнотой и силой звука, блестящей техникой». Его выступления включали Рондо Моцарта, Сонату F-dur Бетховена и другие сочинения, написанные специально для валторна. Он является автором 3 опер, 2 балетов, 10 музыкальных комедий, кантаты, 3 концертов для валторны с оркестром, фантазии, 4 пьес для валторны и фортепиано, 10 военных маршей для духового оркестра, более 100 пьес для эстрадного оркестра. Написал ряд транскрипций, переложений и обработок сочинений для валторны, многие из которых используются в учебно-педагогической практике.
Скончался в Москве 17 августа 1941 года. Похоронен на 12 участке Введенского кладбища.

## Адреса
Жил в Москве в Газетном переулке, 4.